# The Edge (Amsterdam)
The Edge is een kantoorgebouw aan de Gustav Mahlerlaan, op de Amsterdamse Zuidas. De naam 'The Edge' verwijst in figuurlijke zin naar de technologische voorsprong die men met het gebouw pretendeert na te streven, en meer letterlijk naar de vorm van het gebouw, dat aan de noordzijde schuin afloopt naar de A10.
Het is ontwikkeld door OVG als een energiezuinig gebouw, met energiezuinige verlichting en klimaatregeling, en een dak en voorgevel met zonnepanelen. 
De hoofdhuurders van The Edge zijn Deloitte en AKD.

## Galerij

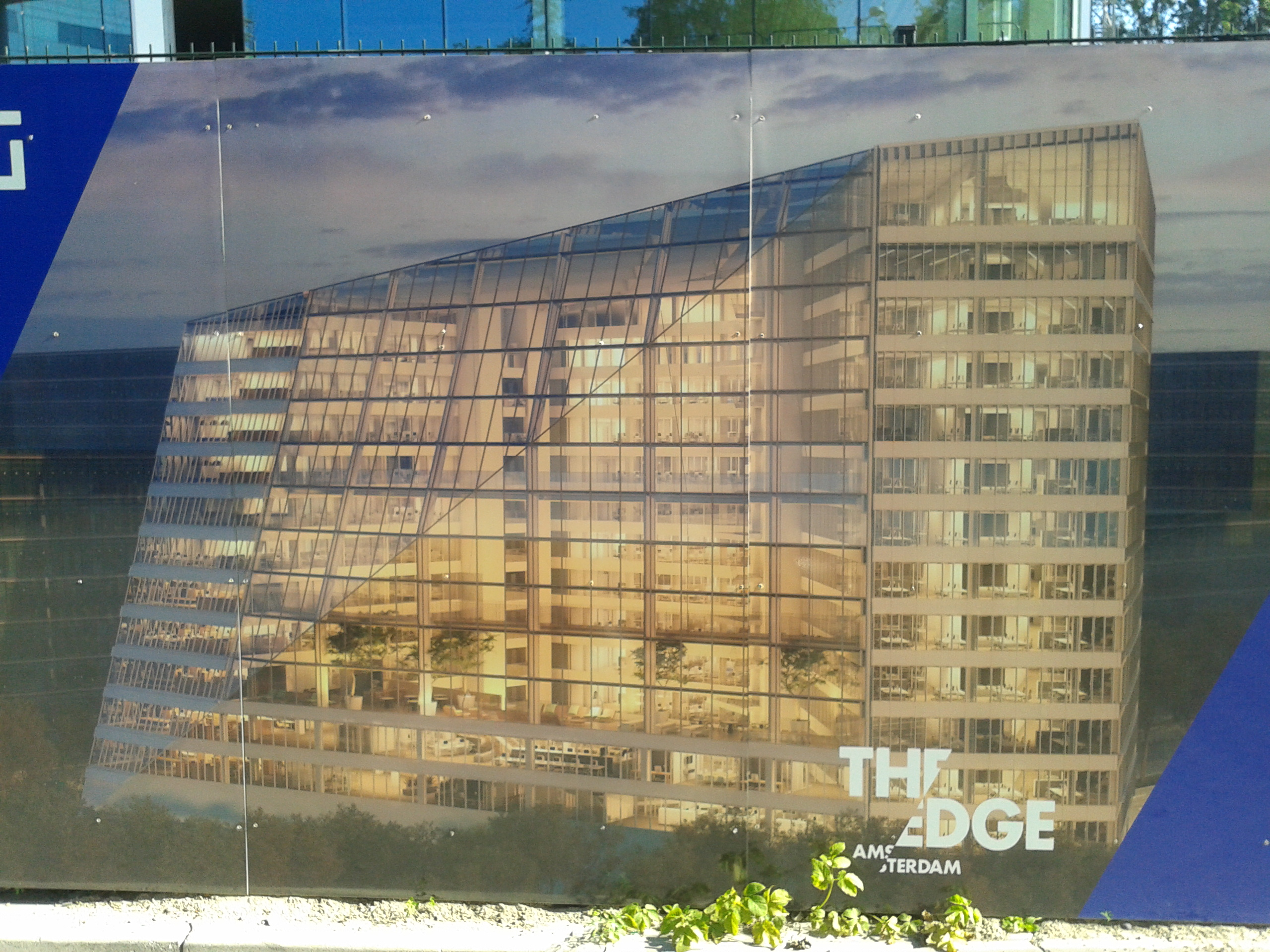
Impressie op een bouwbord
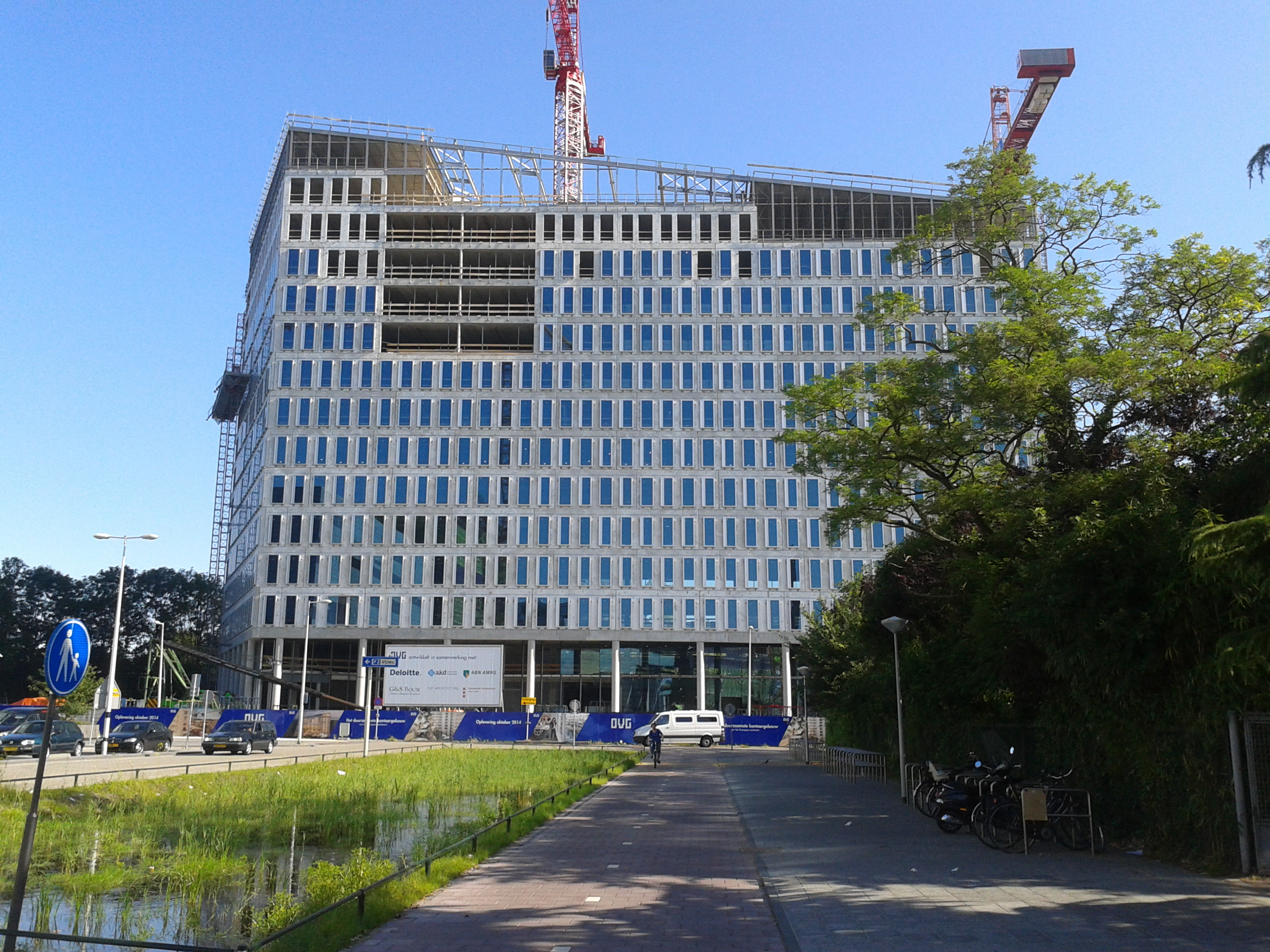
The Edge in aanbouw
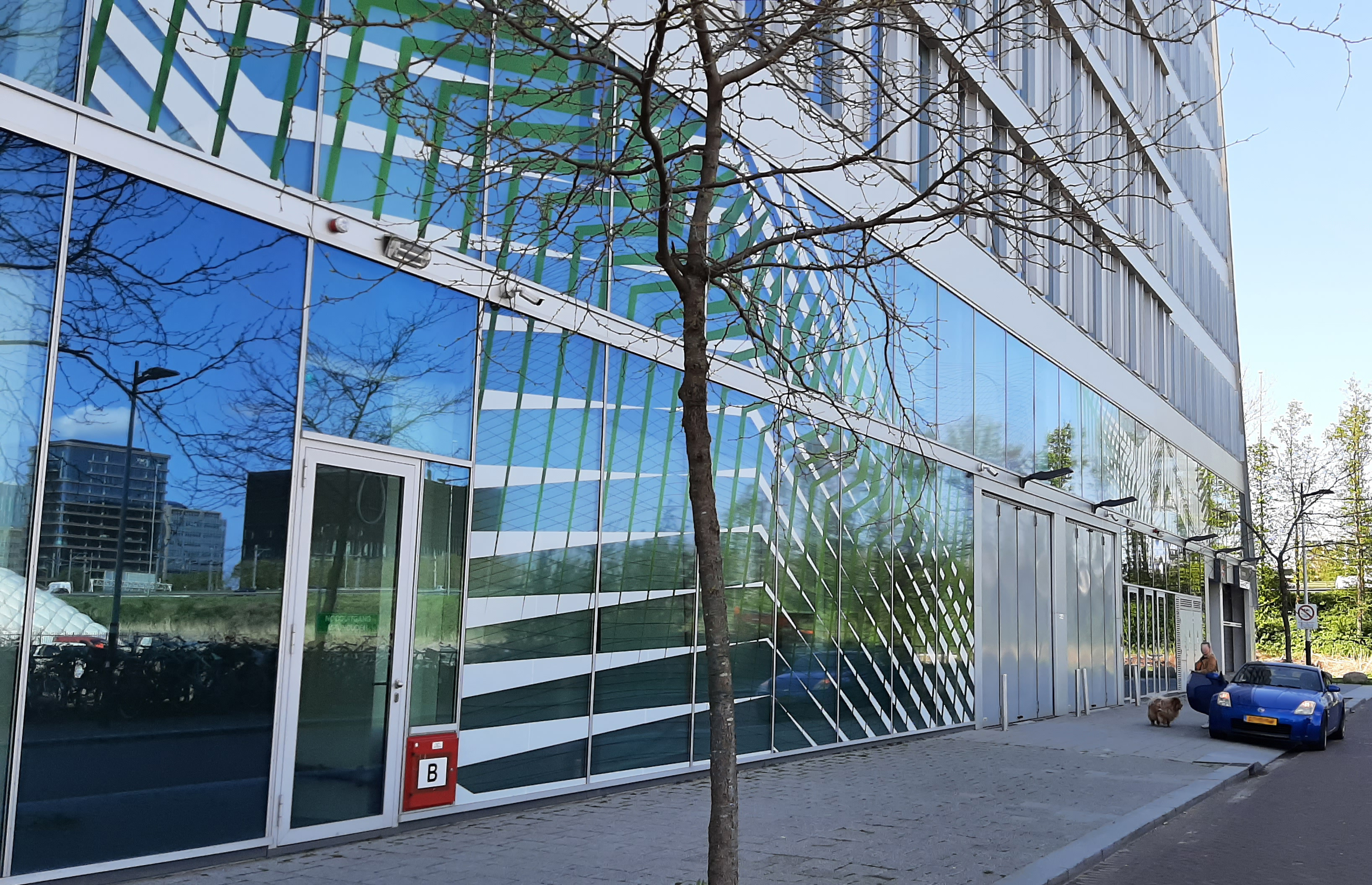
Expeditiestraat
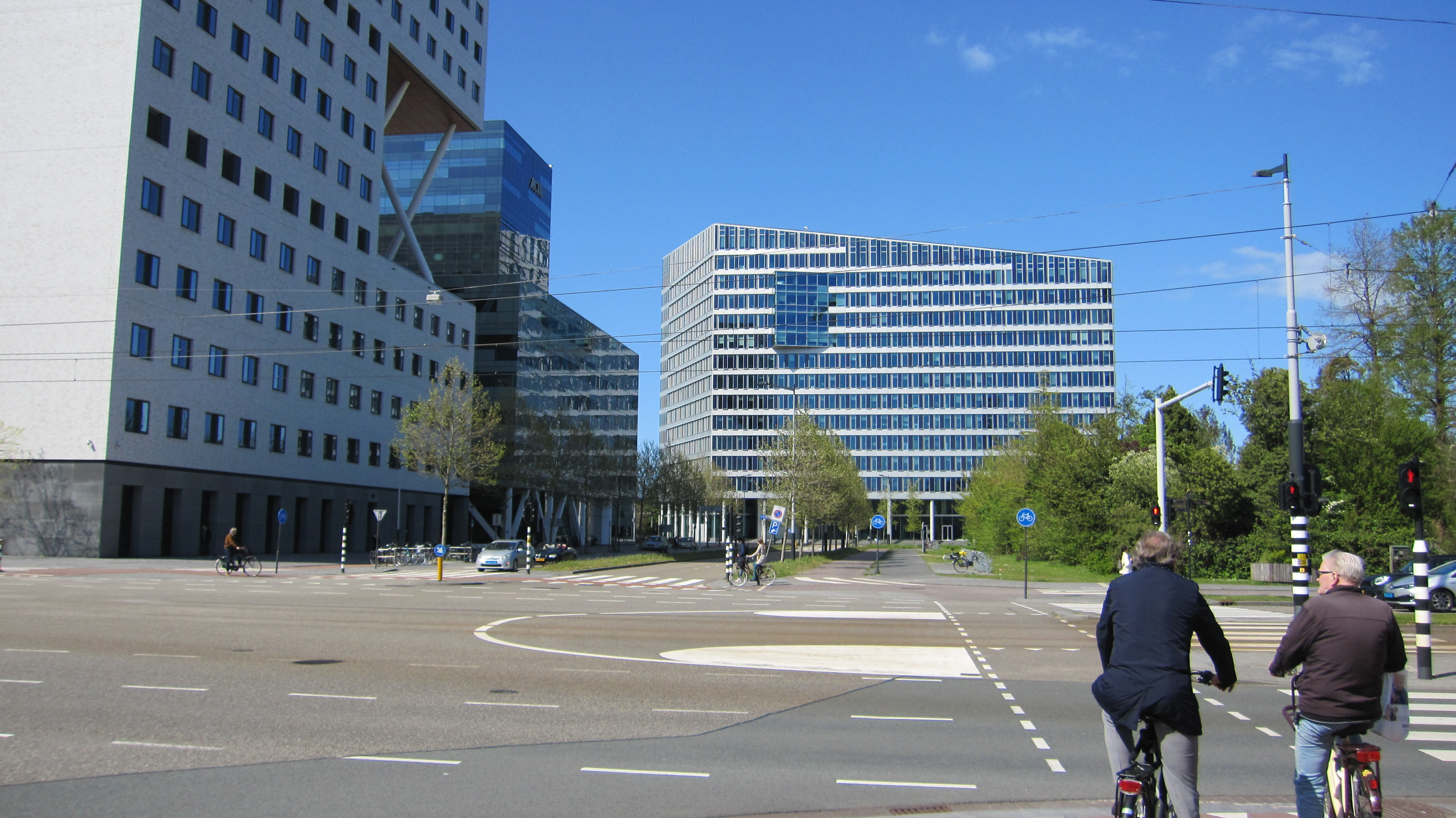
The Edge en Gustav Mahlerlaan gezien vanaf de De Boelelaan
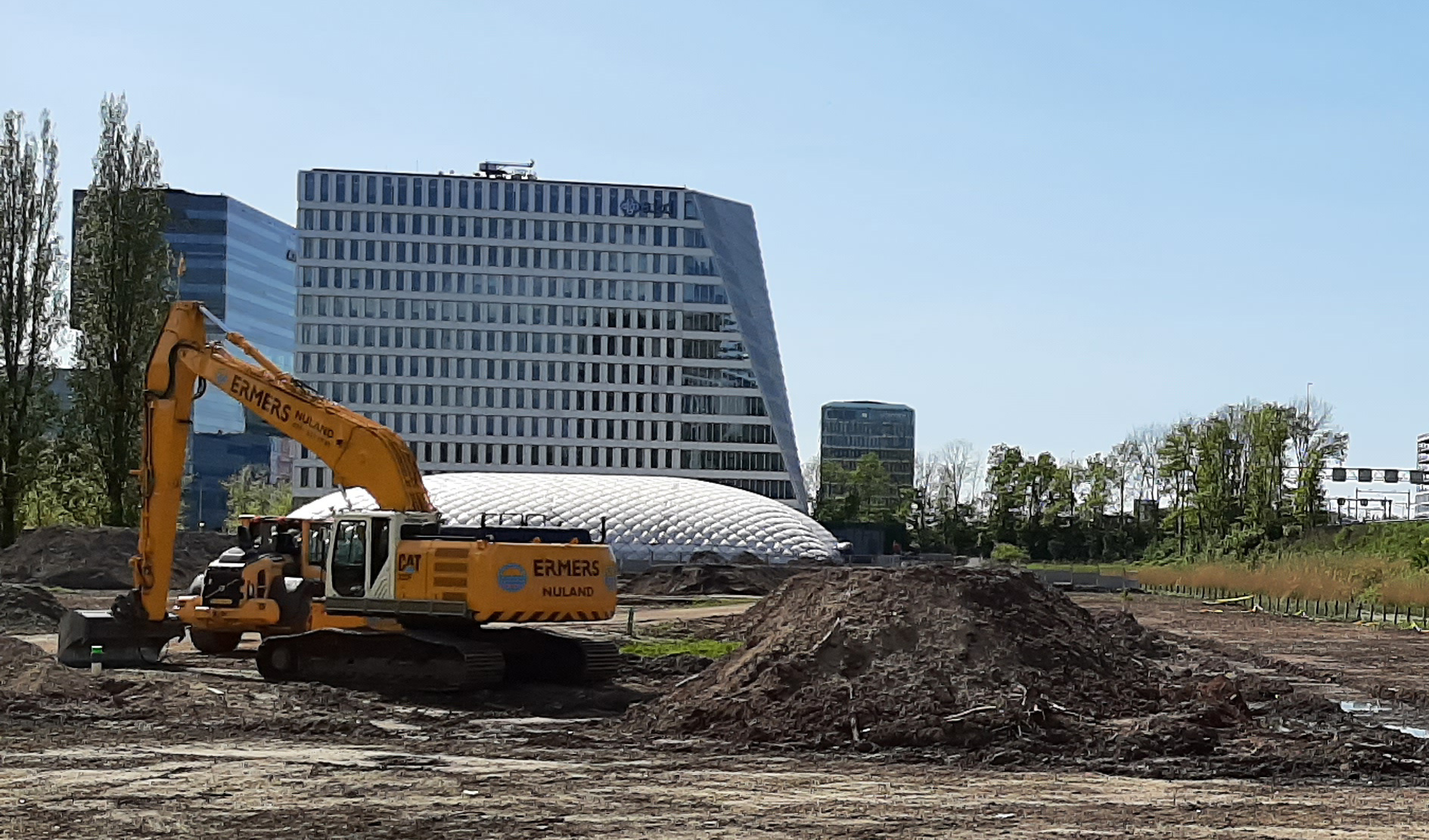
Afgeschuinde noordelijke achtergevel
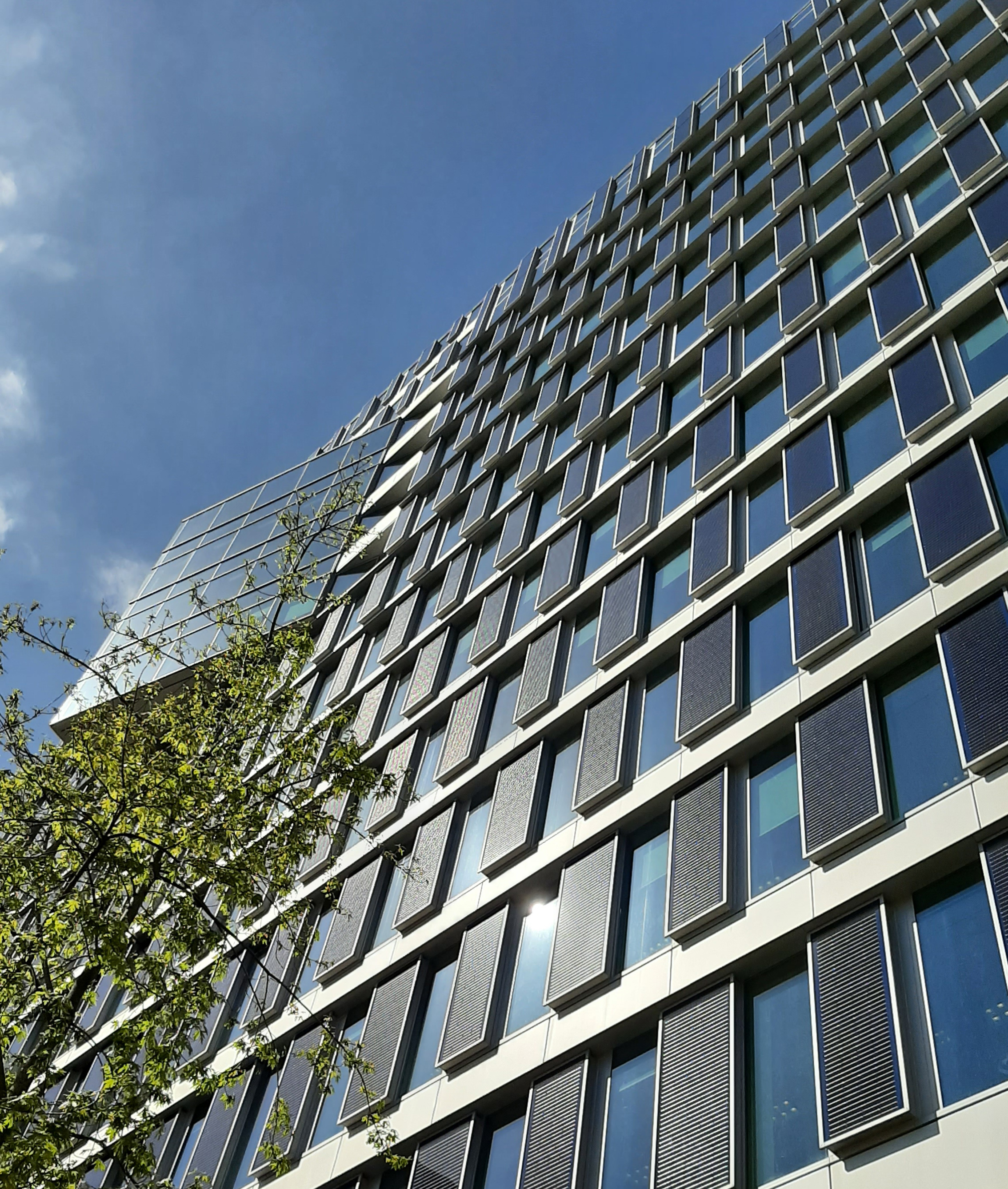
Detail van gevel met zonnepanelen.